# Echinopsis huascha
Az Echinopsis huascha a szegfűvirágúak (Caryophyllales) rendjébe, ezen belül a kaktuszfélék (Cactaceae) családjába tartozó faj.

## Előfordulása
Az Echinopsis huascha eredeti előfordulási területe a dél-amerikai Argentínában van. Ennek az országnak az északnyugati részén őshonos. Az ember azonban betelepítette a Spanyolországhoz tartozó Kanári-szigetekre. A természetes élőhelyén 500-2000 méteres tengerszint feletti magasságok között él.

## Alfaja
- Echinopsis huascha subsp. robusta (Rausch) M.Lowry

## Képek

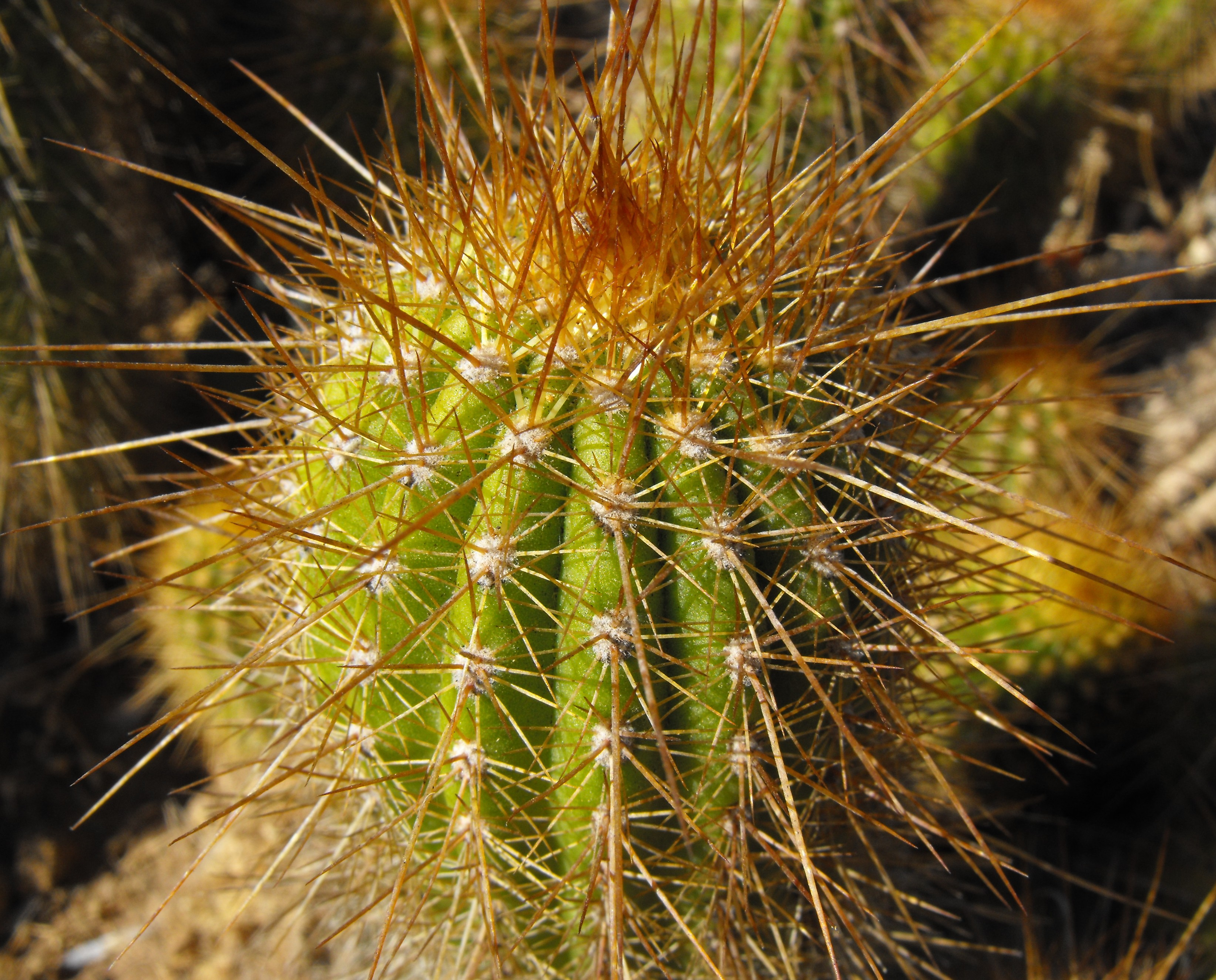
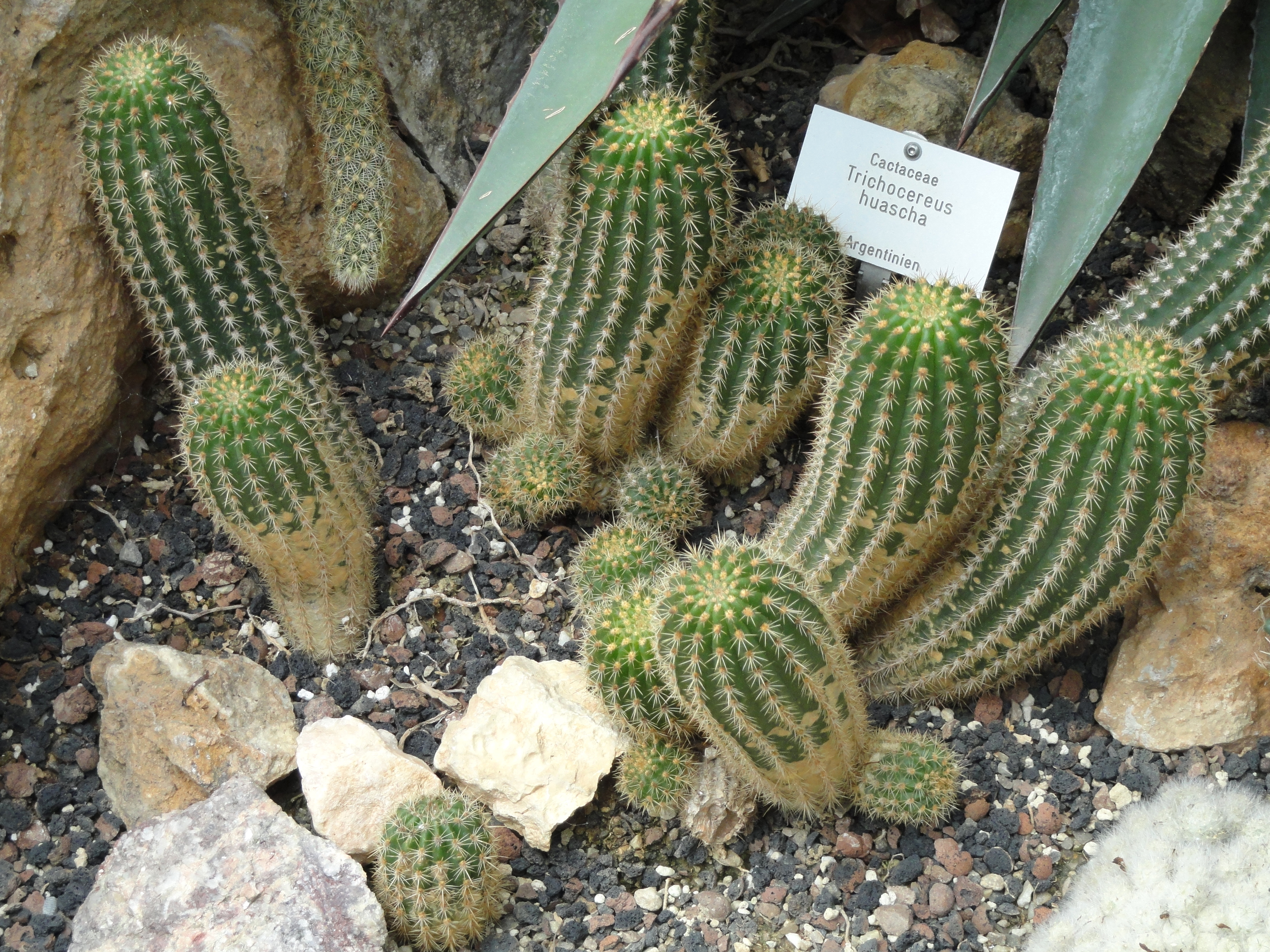
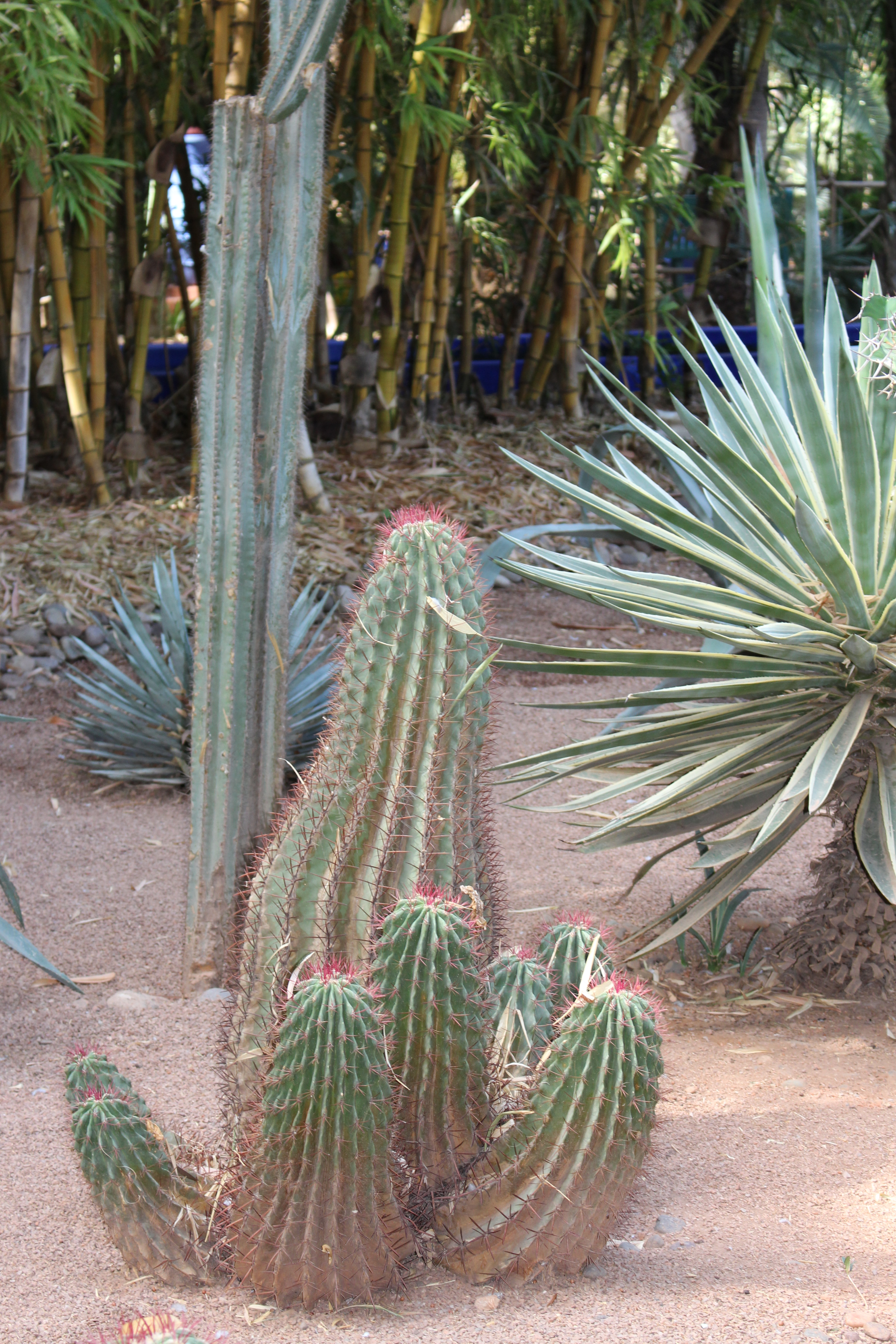
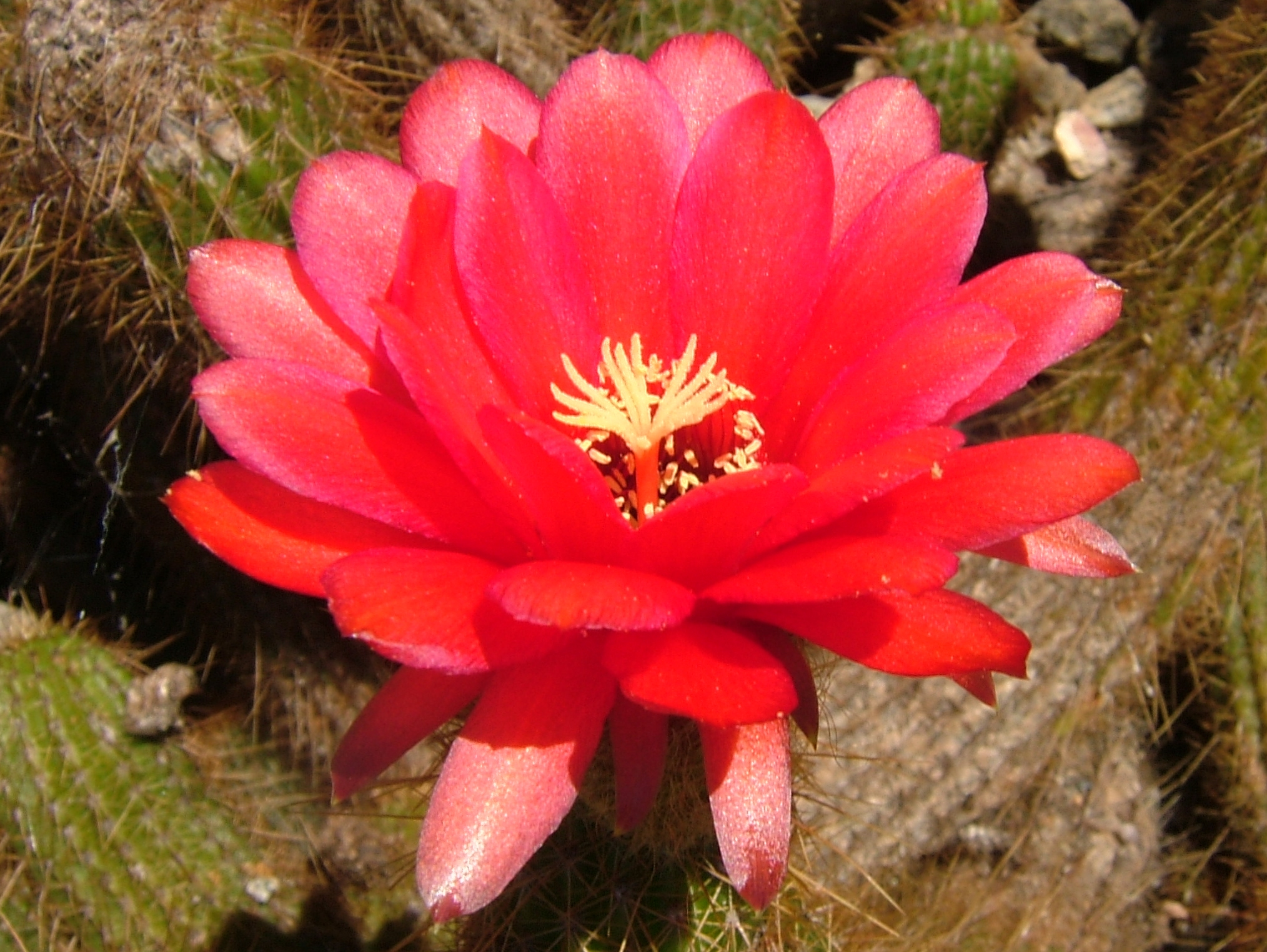
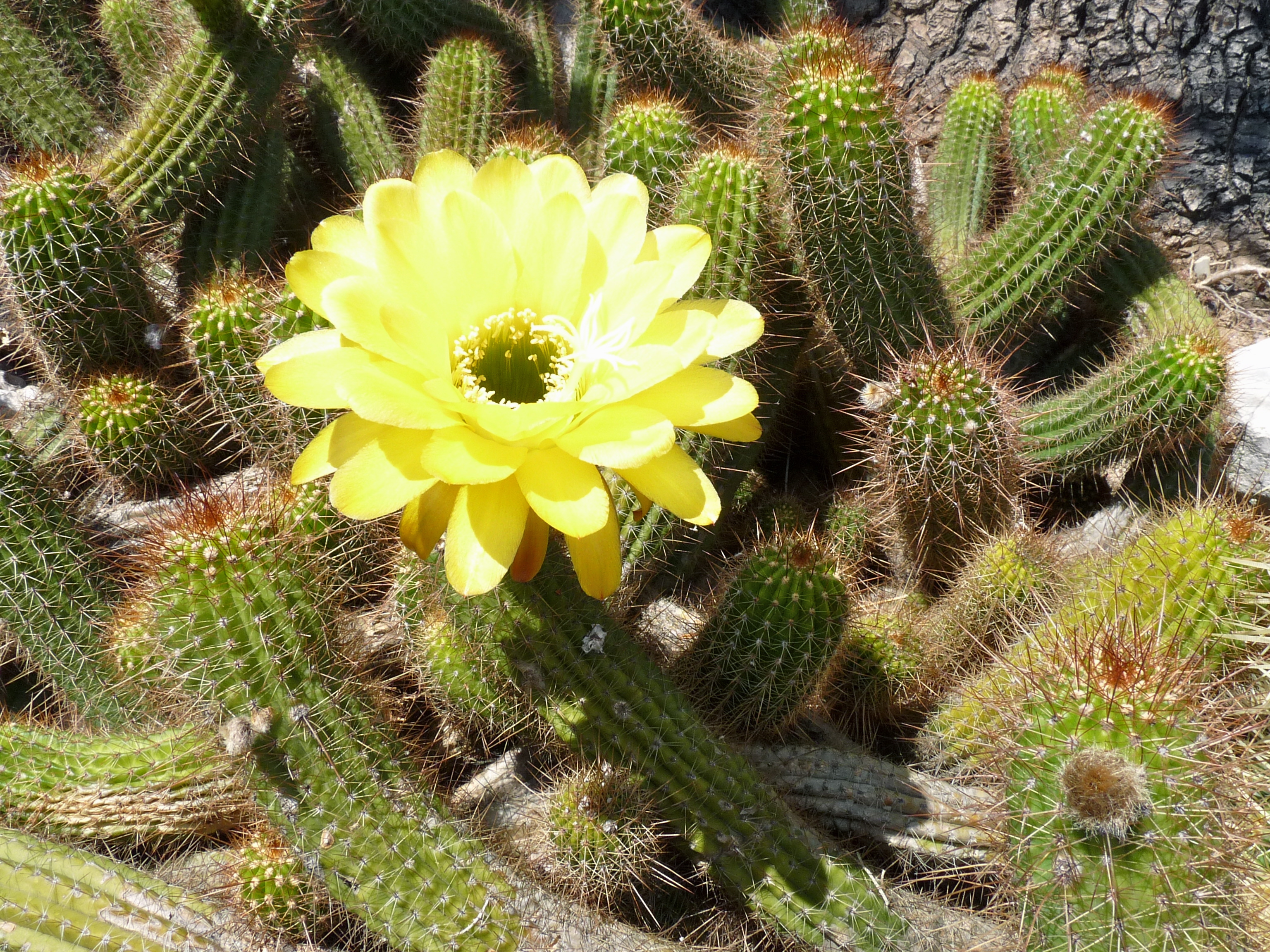